# Batranskij
Batranskij (ros. Батранский) – wieś w Rosji, w rejonie czerepowieckim obwodu wołogodzkiego. W 2002 liczyła 105 mieszkańców, z kolei w 2010 populacja miejscowości wynosiła 108 osób.